# Pfarrhaus (Kottgeisering)

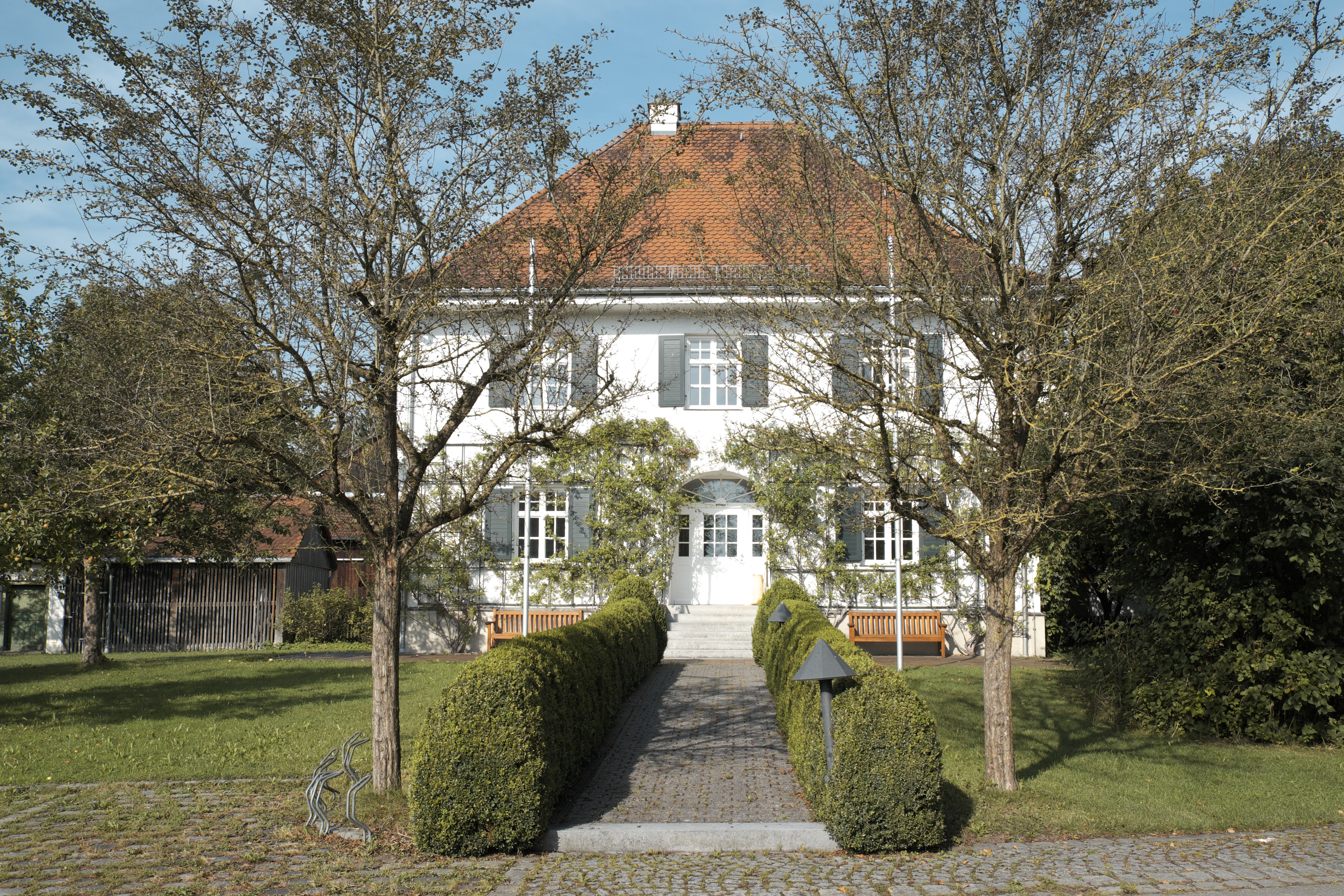
Ehemaliges Pfarrhaus in Kottgeisering

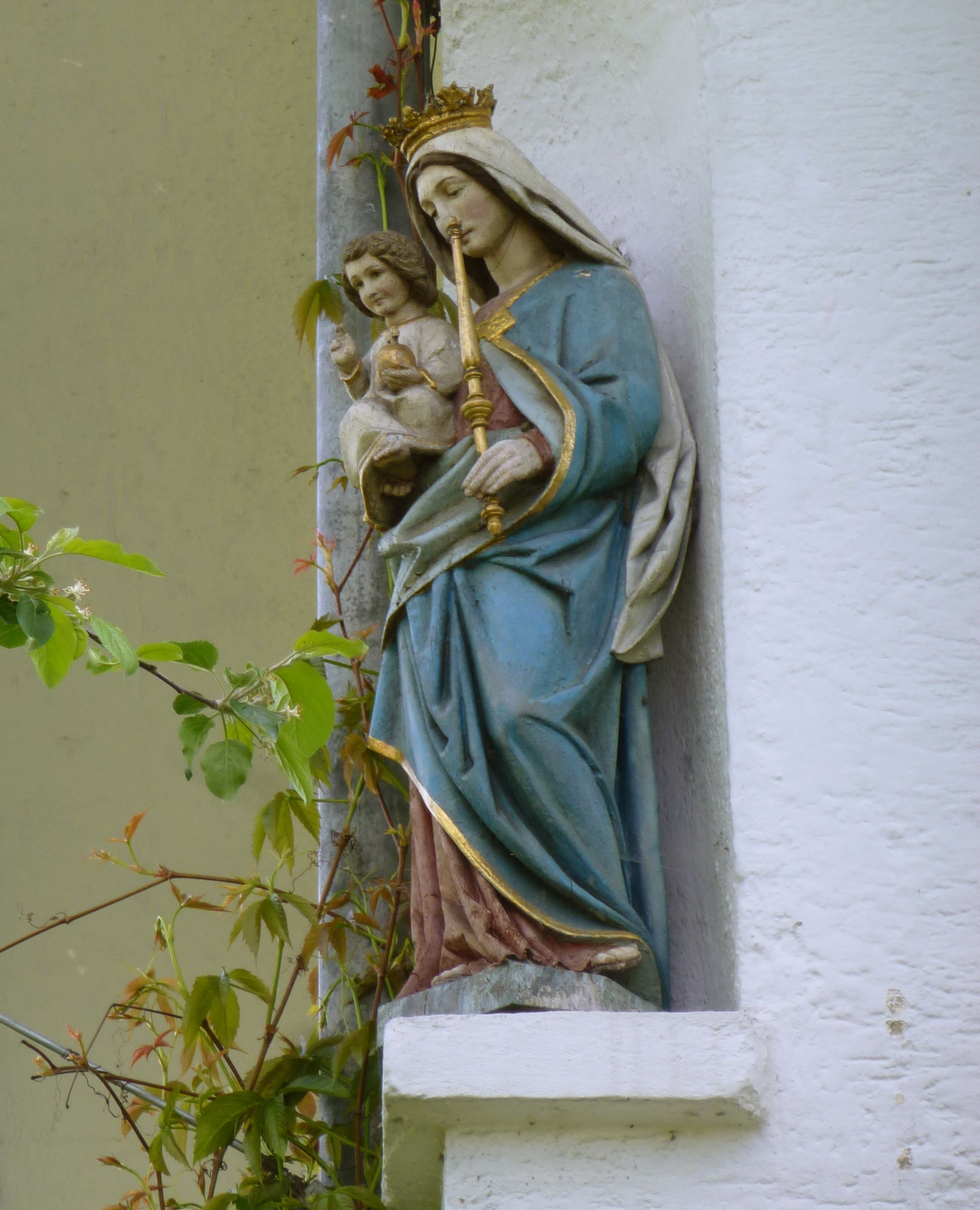
Marienstatue an der Nordostecke

Das ehemalige katholische Pfarrhaus in Kottgeisering, einer Gemeinde im oberbayerischen Landkreis Fürstenfeldbruck, wurde um 1920/30 errichtet. Das Pfarrhaus an der Schulstraße 2 ist ein geschütztes Baudenkmal.
Der zweigeschossige Walmdachbau im Heimatstil besitzt drei zu drei Fensterachsen. An der Nordostecke steht eine Statue der Maria mit Kind: Die Muttergottes wird mit Krone und Szepter und das Jesuskind mit einem Weltapfel dargestellt.